# 广汉市
广汉市是四川省的一个县级市，由德阳市代管，位于成都平原腹心地带，介于成都市青白江区与德阳市之间。广汉市总面积548平方公里，在2012年建成区面积达到33.2平方公里，城市化率为46%。广汉地势平坦，位于成都平原东北侧，龙泉山西麓，距离成都市区约25公里。
广汉市属四川省级历史文化名城，古称雒城、雒县、汉州，文化底蕴丰厚，素有川西明珠、天府粮仓、成都的后花园之称。其鸭子河附近曾发掘出古蜀王国的三星堆遗址
，可追溯至四千多年前。广汉在秦朝为雒县，雒县一名源于雒水（今石亭江），汉朝为广汉郡，因“广至汉水”而得名。

## 历史
广汉市的历史悠久，从最早的三星堆文明至今已有3000到5000年历史，自古以来被称为“通京之孔道，天府之要冲”。广汉是四川省级历史文化名城之一，坐落于此的三星堆遗址、雒城遗址、龙居寺中殿均为国家重点文物保护单位。

### 先秦
夏商之际，鱼凫把古蜀王国的都城迁到今广汉三星堆遗址，建立了以成都平原为统治中心的奴隶制王国，这被称为“三星堆文明”。那时，广汉是整个古蜀王国的经济中心、政治中心、文化中心。

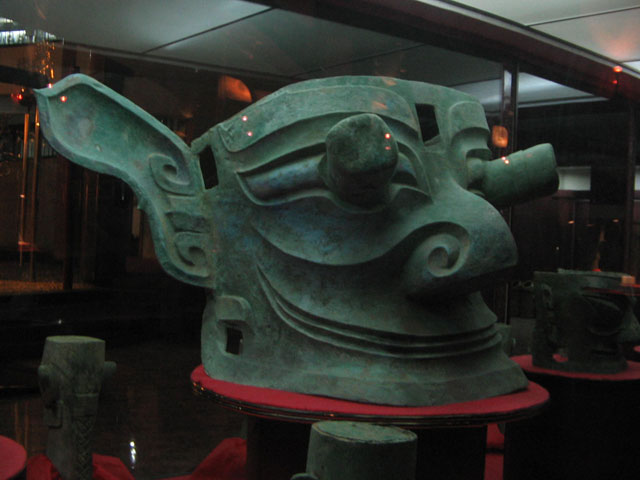
三星堆文明时铸造的青铜面具

从广汉出土的石磬可看出磬乐在古巴蜀地区十分流行，不仅器物本身以及巴蜀磬乐都自成一体。
杜宇接替了蜀王席位后，将都城迁到了郫（今郫县），又设瞿上（今双流）为别都，政治文化中心才从广汉转移。秦惠文王九年（前316年）时，司马错、张仪伐蜀，灭掉了蜀国，设置蜀郡，广汉是其管辖范围。李冰担任郡守期间，在广汉附近兴修水利，疏导雒水，修筑了著名的都江堰，发展了广汉农业。

### 秦汉

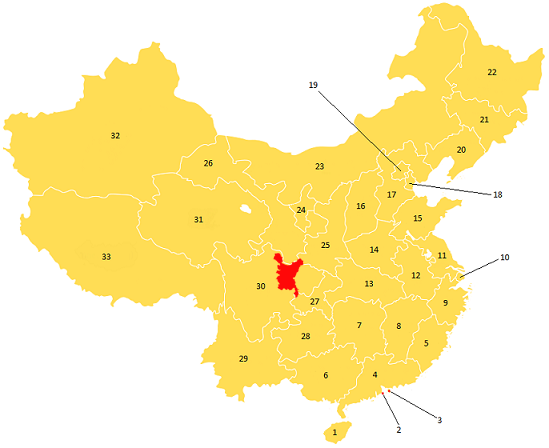
西汉广汉郡的大致范围

秦朝时的广汉名叫“雒县”，是因雒水而得名，故城在今北外乡境五里巷。从秦灭蜀开始，一直到秦始皇时，都进行着浩大的“填川”运动，大量的商人和罪人，包括赵国卓氏、齐国程郑、秦国吕不韦等迁到蜀郡，带来了北方先进的技术，也促进了广汉经济的发展。
西汉建立后，高帝六年（前201年），将蜀郡分出一部分，置广汉郡，辖13县。这就是“广汉”这个名字的来历。那时的“广汉郡”的范围包括今广汉、德阳、中江、广元、新都、平武、遂宁、绵阳、什邡等地区，范围很大。汉武帝元封五年（公元前106年）,在全国设十三州，其中巴蜀地区设益州，治所设在雒县（即今广汉市）。新莽时期（9年至23年），改益州为庸部，部牧驻雒县；又改广汉郡为就都，雒县为吾雒。东汉光武帝建武十二年（38年），重设益州和广汉郡，雒县既为广汉郡郡治又为益州州治。直到汉献帝中平二年（185年），刘焉出任益州牧时，将益州州治迁到了绵竹，其后又因大火才搬迁到了成都，但雒县仍然是广汉郡郡治。

### 三国两晋南北朝
三国时期，在这里爆发过益州之战，战争双方是刘备与刘璋。在攻打雒城的途中，蜀国重要谋士庞统被箭射中，英年早逝。魏元帝景元四年（263年），魏灭蜀，从益州中分出梁州。广汉郡改属梁州，雒县仍为郡治。 晋朝和南北朝时期，尽管全国普遍处于分裂局面，但雒县的建制相对稳定，即使所属的郡有所改变，雒县一直都为所属郡的郡治。

### 隋唐五代

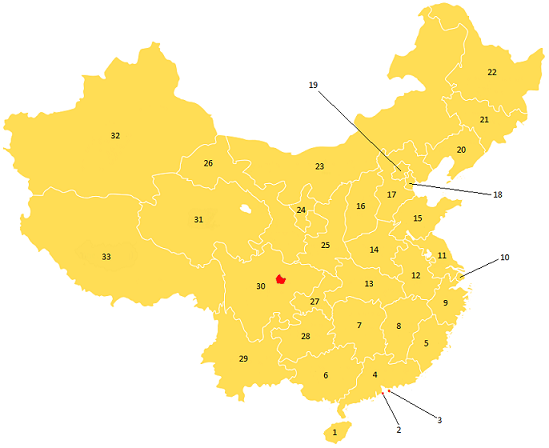
唐朝汉州的大致范围

581年，隋朝建立。同年，废益州和广汉郡，设蜀郡。唐高祖武德元年（618年），改蜀郡为益州。次年，分雒县置什邡县。又一年后，又设德阳县。唐睿宗垂拱二年（686年），设汉州，管辖雒县、什邡、德阳、绵竹、金堂五县，州治为雒县。在这个时期，国家统一，社会安定，汉州（今广汉）的经济得到很大的发展。另外，广汉的龙居寺也是在这个时期修建。唐僖宗光启初年，王建曾占据汉州攻击成都，并在取得东川后称帝，建立前蜀政权。

### 宋元
兩宋时期，南方经济快速发展，汉州成为全国经济发达的地区之一，纺织业在全国占有重要地位。宋朝大理学家陈灏、陈颐曾到过这里讲学，为汉州的教育发展做出重大贡献。元朝建立后，元世祖中统元年（1260年），复置汉州，领什邡、德阳、绵竹3县，撤销雒县建制，由汉州直辖原雒县地区，以原雒县为州治。至正二十二年（1362年），明玉珍在蜀称帝，建立大夏国，复置雒县。

### 明清
明太祖洪武四年（1371年），明太祖灭大夏国。同年，将雒县并入汉州，仍辖什邡、绵竹、德阳三县。明末，张献忠在四川建立大西政权，建置沿旧。清朝建立后，沿用明制。康熙二十六年（1687年），降汉州为散州（单州），不再辖县，隶属成都府，沿袭至民国元年。在明清过渡期，由于战乱和张献忠实行的大规模屠杀，四川包括广汉的人口大幅度下降，是因为清朝前期的“湖广填四川”移民运动，向四川移民超过600万，其人口数量才有所回升。在这一时期，广汉的城市建设逐步完善，城市面积略有扩大，一些街名沿用至今。

### 清季以降
民国2年（1913年），改汉州为广汉县（由广汉郡得名），属川西道（次年改为西川道）。二战期间的1940年1月，美国陆军航空兵对外发布了一项超级轰炸机的项目招标，预定研制完成后部署在欧洲、非洲战场。在波音公司摘标后将这种欲研发的轰炸机命名为了“XB-29”，后因研制不太顺利以及战事的逆转，美国将战略中心转向了亚洲，计划通过在中国建设机场轰炸日本。因考虑到中国的国情使得美国联合参谋部等部门的强烈反对，但在总统罗斯福的坚持下计划得以推进。1943年11月开罗会议后中美两国对使用B-29飞机从四川成都周边起飞轰炸日本本土的构想达成一致。1943年12月四川省主席张群在成都召开了特别紧急会议，号召川内29个县官员动员人员在半年内完成广汉、新津、邛崃和彭山四座B-29轰炸机场的建设。1944年4月24日在阿诺德将军命令下，美国58轰炸联队的444轰炸大队进驻广汉机场。同年6月15日下午75架B-29轰炸机从广汉等四个机场起飞，首次轰炸日本八幡钢铁工业中心，1945年1月15日从广汉等地起飞的轰炸任务结束。
中华人民共和国建政后，广汉县属绵阳专区；1953年7月，广汉县改属温江专区。1960年4月29日，什邡、广汉合县，仍名广汉县。1963年1月1日，广汉、什邡分县。1983年划入成都市，同年8月，德阳市建立，广汉县划属德阳市。 1988年2月，撤销广汉县，建立广汉市，为四川省辖县级市，由德阳市代管。 广汉直到2005年为止辖20个县、4个乡。2006年4月17日，将双泉和东南2个乡分别并入连山镇和新丰镇，将广兴、万福、三星3个镇分别并入向阳、新丰和南兴镇。2009年7月7日，新华镇与小汉镇合并，然后就形成了今天（2014年）的行政规划。广汉自中华民国后有很大的发展。1930年，为摆脱广汉的军阀统治，廖恩波等人在广汉发起“广汉起义”，又叫“二五”起义，这是四川最后一次大规模的旧军队武装起义。1956年，中国民用航空飞行学院在广汉成立，并逐步发展成在世界民航有较大影响力的全日制高校。1980年6月，在县委的支持下，广汉向阳摘下“广汉县向阳人民公社管理委员会”的牌子，换上了“广汉县向阳乡人民政府”，拉开了全国公社管理体制改革的序幕，向阳镇也因此被称为“中国农村改革第一乡”。 

## 人口
2020年末，根据德阳市第七次全国人口普查公报显示：广汉市常住人口为626132人，男性人口占比50.63%，女性人口占比49.37%，年龄结构中0-14岁占比11.47%，15-59岁占比64.01%，60岁以上占比24.52%，65岁以上占比19.17%。
广汉现有人口60余万，其中汉族占99%以上。男女比率平均，女性比男性稍多一点。农业人口约占65.8%，非农业人口约34.2%（2010年）。2012年，广汉市计划生育率为89.32%，人口自然增长率则为1.37‰。
2010年全国人口普查中广汉人口约为59万人。

## 地理

### 地形与水系

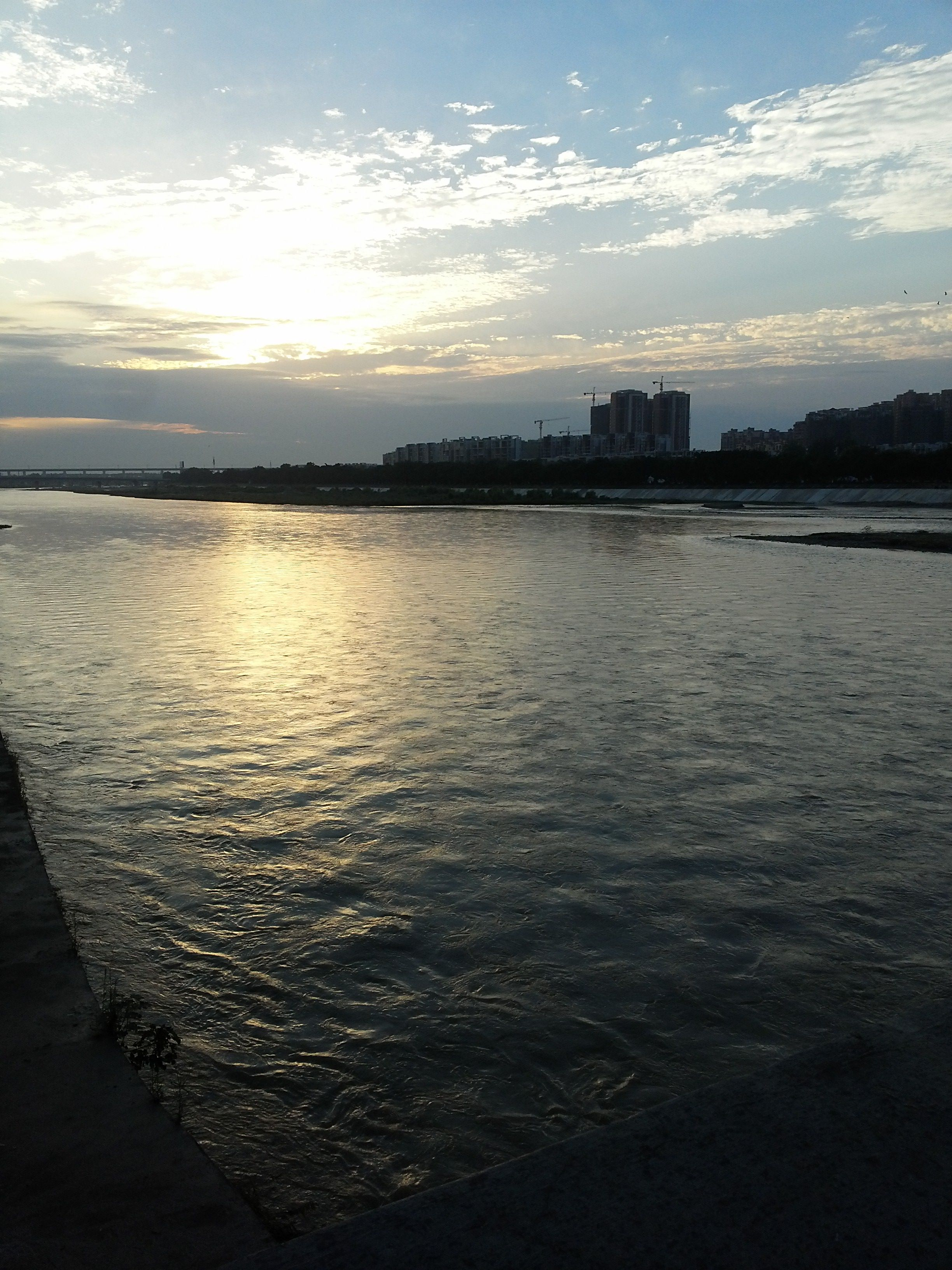
广汉鸭子河景色

广汉市地处成都平原东北部龙泉山脉西麓，属都江堰自流灌区。为沱江冲积平原地带。平原部分占总面积的92.33%，略向东南倾斜；其余地段为海拔450米-590米的丘陵低山，最高点为758.5米。平原由于近代河流的长期切割，河间出现长堤形埂子。由西北边境流入的四条主要河流及其两条重要支流形成六河六埂、槽埂相间的地形。广汉有大小河流超过10条，均为沱江水系，地表水资源丰富，其中主要的河流有鸭子河、石亭江、绵远河和青白江四条，境内河段总长度为236千米。鸭子河古称雁江，又名湔江，经什邡马井镇 (什邡市)入境，平均年径流量6.4亿立方米，是各种水禽在成都平原重要的越冬地；石亭江和绵远河分别古称雒水和绵水，年径流量分别为6.58亿立方米和5.12亿立方米，两河在三水镇汇合后汇入沱江；青白江则是由彭州市三邑乡入境，汇蒙阳河后在金堂县汇入沱江，年径流量16.19亿立方米。

### 森林与土壤
广汉市属亚热带常绿阔叶林地带，因而野生植物种类繁多，分布广。市内有林业用地6928.7公顷，全市林业用地率、森林覆盖率和绿化覆盖率均超过10%。由于广汉开发历史久远，大量植物为人工栽种，且森林中几乎没有大型哺乳动物，生物种类较单一。境内土壤分两类，丘陵低山大多为基岩风化物，而平原地区则多为第四纪松散堆积物。主要土壤为灰棕冲积水稻土，富含磷、钾，占市内耕地面积的接近50%，其余还有灰色冲积水稻土、再积黄泥水稻土、灰棕冲积土、红紫泥土等。市内90%以上的土壤厚度在30到100厘米间，厚度小于30厘米的土壤不到总量的2%。

### 气候
广汉市属于中亚热带湿润气候，气候温和，降水充沛。平均气温约为16℃左右，平均降雨量870到900毫米，无霜期超过280天。季风气候大陆性显著，干湿明显，四季分明。夏季较长，约110余天；冬季则约有90余天；而春秋季较短，仅80天左右。天气以多云和雨天居多，其次为阴天，鲜见大晴天，平均日照时数不足1300小时。

### 行政区划
广汉属于省辖县级市，由德阳代管，与成都青白江区、金堂县、彭州市、什邡市、德阳市、中江县接壤。
广汉市下辖3个街道办事处、9个镇：
雒城街道、汉州街道、金雁街道、三水镇、连山镇、高坪镇、向阳镇、小汉镇、金轮镇、金鱼镇、南丰镇和三星堆镇。

## 经济
改革开放以来，广汉经济迅速发展，在中国城市中率先实行家庭联产承包责任制，多次被评为“四川省经济综合实力十强县”，也是全省首批“小康县”之一。历史上的1999年，广汉的地区生产总值为47亿元。2002年时，地区生产总值增加到55.4亿元，人均GDP为9481元。2007年，地区生产总值已达到110亿元，2010年则为180亿元。到了2012年，这一数据已达到251.9亿元，其中三次产业比重为12.5：61：26.5；人均GDP也达到了42559元，是2002年的四倍多。此外，同是在2012年，广汉市城镇居民人均可支配收入21078元，农民人均纯收入则达到9646元，均比往年有所提高。工、农业及其他行业均在稳步发展，尤其是工业有很大发展。旅游业也有很大发展，广汉通过对古蜀文化、三国文化、广汉“保保节”的发掘，大力发展了旅游业，2007年共接待国内外游客238万人次，2012年更是增加到了346.04万人次。
2014年广汉市地区生产总值达到305亿元，其生产总值增速为12%。
根据地区生产总值统一核算结果，2023年，地区生产总值实现536.5亿元，增长6.0%。2024年，地区生产总值实现600.2亿元，增长8.6%。

## 社会事业

### 科技
广汉的科技创新近年来发展迅猛。仅2012年，科学技术和知识产权局组织实施科技计划项目67项，包括1项国家级计划和38件省级计划。同样在该年，全年广汉市共申请专利339件，比2011年同期增长将近50%，这之中包括发明专利131件。2014年4月，广汉市入围国家知识产权试点城市。

### 教育
截止2012年，广汉市境内的中小学校（含幼儿园）约80所，在校学生（含幼儿园）65000余人，教师38000余人。

#### 幼儿园
截止2013年，广汉市共有幼儿园29所。
| 园名                         | 地址                                 | 园名                       | 地址                              |
| ---------------------------- | ------------------------------------ | -------------------------- | --------------------------------- |
| 广汉市和兴镇鑫乐私立幼儿园   | 广汉市和兴镇鑫乐私立幼儿园           | 广汉市松林镇爱心私立幼儿园 | 广汉市松林镇桃花街西段            |
| 广汉市新丰镇海口路私立幼儿园 | 广汉市新丰镇独木村三社               | 广汉市金鱼镇新苗幼儿园     | 广汉市金鱼场镇                    |
| 广汉市北外乡春蕾私立幼儿园   | 广汉市北外乡                         | 广汉市小汉镇金凤凰幼儿园   | 广汉市小汉镇东兴街                |
| 广汉市北外乡沿河私立幼儿园   | 广汉市北外乡                         | 广汉市雒城镇第一幼儿园     | 广汉市南北大街北三段99号          |
| 广汉市南丰镇私立童心幼儿园   | 广汉市南丰镇龙兴街74号               | 广汉市雒城镇第二幼儿园     | 广汉市雒城镇中山大道北二段文昌巷  |
| 广汉市阳光幼儿园             | 广汉市新平镇新城村14社               | 广汉市雒城镇第三幼儿园     | 广汉市汉口路一段122号             |
| 广汉市南兴镇春华幼儿园       | 广汉市南兴镇义安村                   | 广汉市滨西幼儿园           | 广汉市顺德路二段                  |
| 广汉市新丰镇和平幼儿园       | 广汉市雒城镇和平路                   | 广汉市雒城镇汉口路幼儿园   | 广汉市雒城镇武昌路南一段86号附2号 |
| 广汉市西高镇中心幼儿园       | 广汉市西高镇场镇                     | 广汉市妇联三星堆艺术幼儿园 | 广汉市雒城镇中山大道北一段31号    |
| 广汉市西外乡娃娃乐幼儿园     | 广汉市西外乡高涧村五社               | 广汉市雒城镇佛山路幼儿园   | 广汉市佛山路东段29号              |
| 广汉市西外乡楠木林幼儿园     | 广汉市西外乡楠林村11社               | 广汉澳贝幼儿园             | 广汉市雒城镇南海路48号            |
| 广汉市向阳镇弦歌幼儿园       | 广汉市向阳镇市场路33号               | 广汉市雒城镇第四幼儿园     | 广汉市雒城镇东西大街西一段49号    |
| 广汉市向阳镇领智幼儿园       | 广汉市向阳镇竹林路4号                | 广汉市金轮镇兴兴幼儿园     | 广汉市金轮镇金庵村13社            |
| 广汉市连山镇佳佳幼儿园       | 广汉市连山镇湖广街二段48号           | 广汉市高坪镇花朵幼儿园     | 广汉市高坪镇龙潭村三组            |
| 广汉市双泉乡乖乖私立幼儿园   | 四川省德阳市广汉市连山镇龙泉村十一社 |                            |                                   |

#### 小学
截止2013年，广汉市共有普通小学22所，小学教学点18所。
| 校名                     | 地址                                           | 类型       | 校名                         | 地址                         | 类型       |
| ------------------------ | ---------------------------------------------- | ---------- | ---------------------------- | ---------------------------- | ---------- |
| 广汉市三水镇中心小学校   | 广汉市三水镇湔江路49号                         | 小学       | 广汉市松林镇东广狮爱小学     | 广汉市松林镇东广村七社       | 小学教学点 |
| 广汉市三水镇友谊村小学校 | 广汉市三水镇友谊村                             | 小学教学点 | 广汉市金鱼镇中心小学校       | 广汉市金鱼镇亭江街19号       | 小学       |
| 广汉市三水镇常乐村小学校 | 广汉市三水镇常乐村                             | 小学教学点 | 广汉市金鱼镇甄渡村小学校     | 广汉市金鱼镇甄渡村           | 小学教学点 |
| 广汉市和兴镇中心小学校   | 广汉市和兴镇安平村八社                         | 小学       | 广汉市金轮镇中心小学校       | 广汉市金轮镇环金路北段19号   | 小学       |
| 广汉市新丰镇中心小学校   | 广汉市新丰镇海口路166号                        | 小学       | 广汉市金轮镇四正村小学校     | 广汉市金轮镇四正村5社        | 小学教学点 |
| 广汉市新丰镇同善小学校   | 广汉市新丰镇同善村十社                         | 小学教学点 | 广汉市金轮镇玉桥村小学校     | 广汉市金轮镇桂花村12社       | 小学教学点 |
| 广汉市新丰镇清江小学校   | 广汉市新丰镇连江村十二社                       | 小学教学点 | 广汉市兴隆镇东禅寺小学       | 广汉市兴隆镇东禅村           | 小学教学点 |
| 广汉市和兴镇平原村小学校 | 广汉市和兴镇平原村                             | 小学教学点 | 广汉市兴隆镇毗庐村小学       | 广汉市兴隆镇毗庐村           | 小学教学点 |
| 广汉市新平镇中心小学校   | 广汉市新平镇桂湖路33号                         | 小学       | 广汉市兴隆镇中心小学校       | 广汉市兴隆镇天台村园林路88号 | 小学       |
| 广汉市新平镇联合侨爱学校 | 广汉市新平镇联合村八社                         | 小学教学点 | 广汉市新华镇桂圆村小学       | 广汉市新华镇桂圆村6组        | 小学教学点 |
| 广汉市南丰镇中心小学校   | 广汉市南丰镇凤仙街                             | 小学       | 广汉市新华镇中心小学校       | 广汉市新华镇新广路75号       | 小学       |
| 广汉市高坪镇中心小学校   | 广汉市高坪镇长安街93号                         | 小学       | 广汉市小汉镇凤翔村小学       | 广汉市小汉镇凤翔村4组        | 小学教学点 |
| 广汉市高坪镇联合小学     | 广汉市高坪镇高拱桥村二社                       | 小学教学点 | 广汉市小汉镇上陵村小学       | 广汉市小汉镇上陵村一组       | 小学教学点 |
| 广汉市南兴镇双龙小学     | 广汉市南兴镇双龙村9社                          | 小学教学点 | 广汉市雒城镇第一小学校       | 广汉市雒城镇长沙路东一段2号  | 小学       |
| 广汉市南兴镇三星堆小学   | 广汉市南兴镇三星村3社                          | 小学教学点 | 广汉市雒城镇第二小学校       | 广汉市雒城镇第二小学校       | 小学       |
| 广汉市新丰镇万福小学校   | 四川省德阳市广汉市新丰镇万福场镇东西街东段65号 | 小学       | 广汉市雒城镇第四小学校       | 广汉市雒城镇衡阳路一段49号   | 小学       |
| 广汉市向阳镇广兴小学校   | 广汉市向阳镇立师街西段74号                     | 小学       | 广汉市雒城镇第九小学校       | 广汉市雒城镇九江路一段100号  | 小学       |
| 广汉市连山镇中心小学校   | 广汉市连山镇湖广街三段87号                     | 小学       | 广汉市福州路小学校           | 广汉市雒城镇福州路38号       | 小学       |
| 广汉市连山镇双泉小学校   | 四川省德阳市广汉市连山镇龙泉村六社             | 小学       | 中国民用航空飞行学院子弟学校 | 广汉市中国民航飞行学院子弟校 | 小学       |
| 广汉市连山镇红光村小学校 | 广汉市连山镇川江村二十四社                     | 小学       | 广汉市实验小学               | 广汉市雒城镇武昌路南一段70号 | 小学       |

#### 初中
截止2013年，广汉市共有普通初中13所。
| 校名                   | 地址                       | 校名                 | 地址                               |
| ---------------------- | -------------------------- | -------------------- | ---------------------------------- |
| 广汉市三水镇中学校     | 广汉市三水镇下正街西段一号 | 广汉市兴隆镇中学校   | 广汉市兴隆镇兴文街39号             |
| 广汉市和兴镇中学校     | 广汉市和兴镇学府路1号      | 广汉市新华镇中学校   | 广汉市新华镇中学校                 |
| 广汉市新丰镇中学校     | 广汉市新丰镇海口路166号    | 广汉中学实验学校     | 广汉市雒城镇万寿街三段47号         |
| 广汉市高坪镇中学校     | 广汉市高坪镇长安街100号    | 广汉市雒城镇第二中学 | 德阳市广汉市雒城镇武昌路南二段27号 |
| 广汉市向阳镇广兴中学校 | 广汉市广兴场镇立师街21号   | 广汉市雒城镇第三中学 | 广汉市雒城镇浏阳路东一段85号       |
| 广汉市连山镇中学校     | 连山镇湖广街中段30号       | 广汉市金鱼镇中学校   | 广汉市金鱼镇亭江街66号             |
| 广汉市金轮镇中学校     | 广汉市金轮镇场镇中段       |                      |                                    |

#### 九年一贯制学校
截止2013年，广汉市共有九年一贯制学校9所。
| 校名                 | 地址                         |
| -------------------- | ---------------------------- |
| 广汉市西高镇学校     | 广汉市西高镇致富路67号       |
| 广汉市金广学校       | 广汉市小汉镇汉源街南段43号   |
| 广汉市光华双语学校   | 广汉市雒城镇柳州路二段30号   |
| 广汉市宏华外国语学校 | 广汉市雒城镇珠海路东一段73号 |
| 广汉市西外乡学校     | 广汉市西外乡站北路43号       |
| 广汉市向阳镇学校     | 广汉市向阳镇胜利村三组       |
| 广汉市南兴镇学校     | 广汉市南兴镇义安村5社        |
| 广汉市松林镇学校     | 广汉市松林镇市场路拾号       |
| 广汉市七一学校       | 广汉市雒城镇澳门路二段71号   |

#### 高中
截止2018年，广汉市共有高中3所。
| 校名                   | 地址                           |
| ---------------------- | ------------------------------ |
| 四川省广汉中学         | 广汉市中山大道北二段147号      |
| 四川省广汉市第六中学校 | 广汉市雒城镇三北社区书院街97号 |
| 四川省广汉市金雁中学   | 广汉市佛山路东段84号           |

#### 其他
除了上述学校外，广汉境内的学校还有：
| 校名                     | 地址                  | 类型         |
| ------------------------ | --------------------- | ------------ |
| 中国民用航空飞行学院     | 中国民用航空飞行学院  | 本科大学     |
| 四川航天职业技术学院     | 四川航天职业技术学院  | 职业技术学院 |
| 广汉市电视广播大学       | 广汉市电视广播大学    | 电视广播大学 |
| 四川省广汉市职业中专学校 | 广汉市雒城镇西安路7号 | 中职学校     |
| 德阳庆玲机械电子工业学校 | 广汉市新丰镇          | 中职学校     |
| 广汉市特殊教育学校       | 广汉市长春路二段99号  | 特殊教育学校 |

### 卫生
广汉医疗卫生条件良好，市属医院7家，乡镇卫生院23家，共30家。（2011年）至2012年年末，已经增加到32家。此外，全市共有执业医师904人，执业助理医师1170人，注册护士919人。 以下列出部分医院：
- 广汉康桥医院（民营）
- 广汉市精神病院
- 广汉市骨伤医院
- 广汉市妇幼保健院
- 广汉市中医院
- 广汉市第三人民医院
- 广汉市第二人民医院
- 广汉市人民医院
- 广汉市新丰镇中心卫生院
- 广汉市南丰镇卫生院
- 广汉市新华镇卫生院
- 广汉市北外乡中心卫生院
- 广汉市新平镇卫生院
- 广汉市第四人民医院
- 广汉市兴隆镇卫生院
- 广汉市金鱼镇卫生院
- 广汉市和兴镇卫生院
- 四川省广汉市连山中心卫生院
- 广汉市三星镇卫生院
- 广汉市小汉镇中心卫生院
- 广汉市西高镇卫生院
- 广汉市万福镇卫生院
- 广汉市南兴镇中心卫生院
- 广汉市金轮镇卫生院
- 广汉市骨科医院[47]

### 文化与体育
截止2012年年末，广汉市有博物馆1个（三星堆博物馆），文化馆1个（广汉市文化馆），文化站18个，公共图书馆1个（广汉市图书馆），馆藏图书10万册。此外，广汉市还有1个广播电台、5个电视频道，电视覆盖率达95%。体育方面，广汉有体育场地1个，公共体育设施64.8万平方米，全民健身路径53条，包括2012年9月建成的8.8千米长的“三星堆健康绿道”，参与全民健身活动的人超过27万人次。

## 建设与交通
截止2012年底，广汉道路长度共205.93公里，道路面积394.47万平方米。建成区面积44.83平方公里，城区人均公园绿地面积7.36平方米，建成区绿化覆盖率35.02%。广汉位于成绵经济带中心地段，北距德阳市19公里，南临成都市区25公里，地理位置优越。市区已开通直达公交到成都地铁新都石油大学站。108国道、成绵高速公路、成都第二绕城高速、西成客运专线、宝成铁路、广岳铁路/北新大道延长线、与成都青白江成金青快速通道对接的旌江快速通道、成青高速通道延长线，及建设中的川青铁路从境内穿过。中国民航飞行学院及其机场座落于广汉近郊，学院是中国培养民航飞行员的骨干院校。

## 旅游
- 三星堆遗址：三星堆遗址占地面积达12平方公里，为殷商时期古蜀国的都邑、全国重点文物保护单位、國家4A級旅遊景區，也是目前发现范围最大、延续时间最长的古蜀文明遗址。[3][5][8][50]
- 三星堆博物馆：三星堆博物馆位于广汉城西鸭子河畔，在三星堆遗址的东北角。其是首批国家4A级旅游景区、环球时报所评“50个最值得外国人去的地方”之一、第二批“全国青少年科技教育基地”，其藏品多次出国巡展。[8][51][52][53]
- 金雁湖：金雁湖公园是一座典型的西式园林公园，位于广汉北郊鸭子河畔，占地800余亩，其中湖水面积200亩，是市区最大的公园，也是广汉每年“保保节”的主会场之一。[5][54][55]
- 广汉龙居寺：广汉龙居寺是四川省省级文物保护单位之一，位于广汉市新丰镇龙居村。龙居寺建于明正统12年（1447年），寺内有壁画12幅，共86平方米。张大千曾到这里临摹，并赞“大有敦煌遗风”。[5][56]
- 房湖公园：房湖公园又名“房公湖”，是四川省级文物保护单位。为唐朝著名宰相房琯任汉州刺史时所开凿，占地528000平方米。[3][5]杜甫、陆游、苏辙都曾来过这里，并留下诗作。[57][58][59]这里也是“保保节”的会场之一。[60]
- 雒城遗址：雒城始建于东汉，总面积1.6平方公里，房湖公园就是雒城遗址的一部分。现存的雒城遗址为城墙西段与东南段。[5][56]
- 段家大院：段家大院又称段家老鸹林，坐落于广汉高坪镇鸭子河畔，是国家AA级旅游景区。其是典型的家族型院落式川西古民居建筑，绿化率92%以上，是川西古典民居的典范。[3][5][61][62]
- 广汉文庙：广汉文庙是四川省级文物保护单位始建于北宋嘉佑年间，后经多次重修、翻修，规模倍增。在5·12地震后，广汉文庙受损严重，在2013年9月才重新开放。[5][63]

## 民俗
- 保保节：广汉保保节是由川西民俗“游百病”和“拉保保”演变而成的，已被列入四川省非物质文化遗产名录。其历史久远，清朝即有此习俗[64]，一直沿袭至今。直到今天，每到正月十六这一天，家家户户都会出门“拉保保”，也就是给孩子找干爹，已演变成川西平原上一个很有影响力的节日。[3][5][65]
- 松林桃花节：松林镇位于广汉市区之东，是广汉著名的“水果之乡”。每年惊蛰前后，游客众多，于民国年间形成桃花会。著名画家张大千也曾来过这里游赏，并作出了高度评价：“是快游，是壮观！上海龙华的桃花只是疏疏落落，此处却是桃花之海！”[5][66]